# Bērzciems
Bērzciems – miejscowość na Łotwie, w północnej Kurlandii, w novadsie Tukums i Engures pagasts, ok. 85 km na północny zachód od Rygi, przy drodze łączącej Tukums z Kolką, nad Morzem Bałtyckim, 252 mieszkańców (2005).